# Talambote (kommun)
Talambote (franska: Talambote (CR), Talambote (Commune Rurale), arabiska: تطفت) är en kommun i Marocko.   Den ligger i provinsen Chefchaouen och regionen Tanger-Tétouan-Al Hoceïma, i den nordöstra delen av landet, 200 km nordost om huvudstaden Rabat. Antalet invånare är 10 659.